# Trò chơi ảo giác
Trò chơi ảo giác (tựa gốc: Tron: Legacy) là một bộ phim khoa học viễn tưởng hành động của Mỹ năm 2010 do Joseph Kosinski đạo diễn từ kịch bản chắp bút bởi Edward Kitsis và Adam Horowitz, dựa trên đầu truyện của Horowitz, Kitsis, Brian Klugman và Lee Sternthal. Đây là phần tiếp theo của bộ phim Tron phát hành năm 1982, đạo diễn của Tron là Steven Lisberger trở lại với cương vị nhà sản xuất. Dàn diễn viên chính trong phim có Jeff Bridges và Bruce Boxleitner lần lượt đảm nhiệm những vai diễn của họ trọng Tron là Kevin Flynn và Alan Bradley, ngoài ra còn có sự tham gia của Garrett Hedlund, Olivia Wilde, James Frain, Beau Garrett và Michael Sheen. Phim xoay quanh con trai của Flynn là Sam, anh trả lời một tin nhắn từ người cha đã biệt tích từ lâu và bị đưa vào một chương trình thực tế ảo có tên là The Grid. Tại đây Sam, cha anh và nhà thuật toán Quorra phải ngăn chặn chương trình hiểm ác của Clu để xâm nhập vào thế giới thực.
Phim khởi chiếu tại Việt Nam ngày 24 tháng 12 năm 2010.